# Marcus Böhme

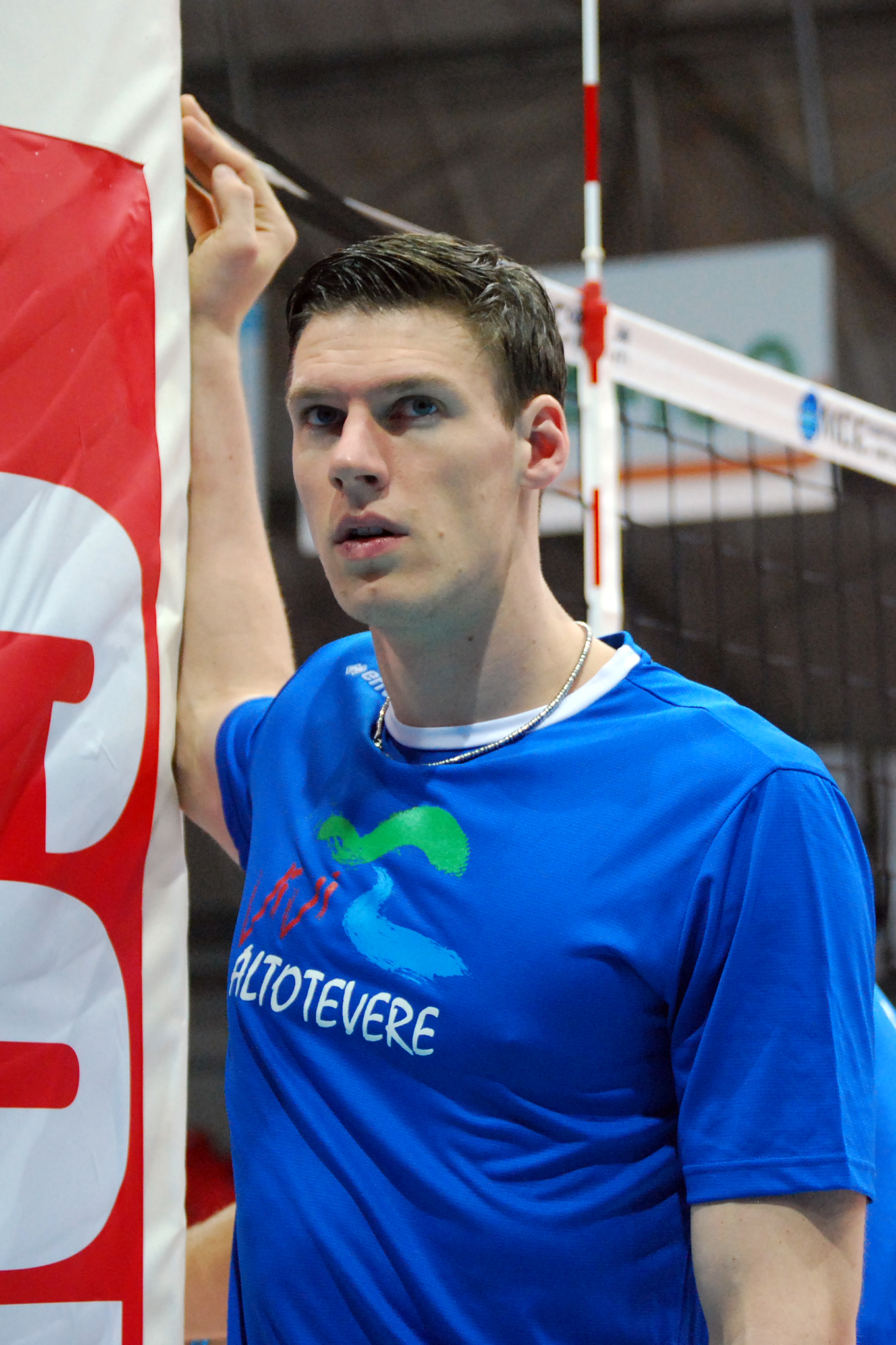
Marcus Böhme zawodnikiem Altotevere Città di Castello

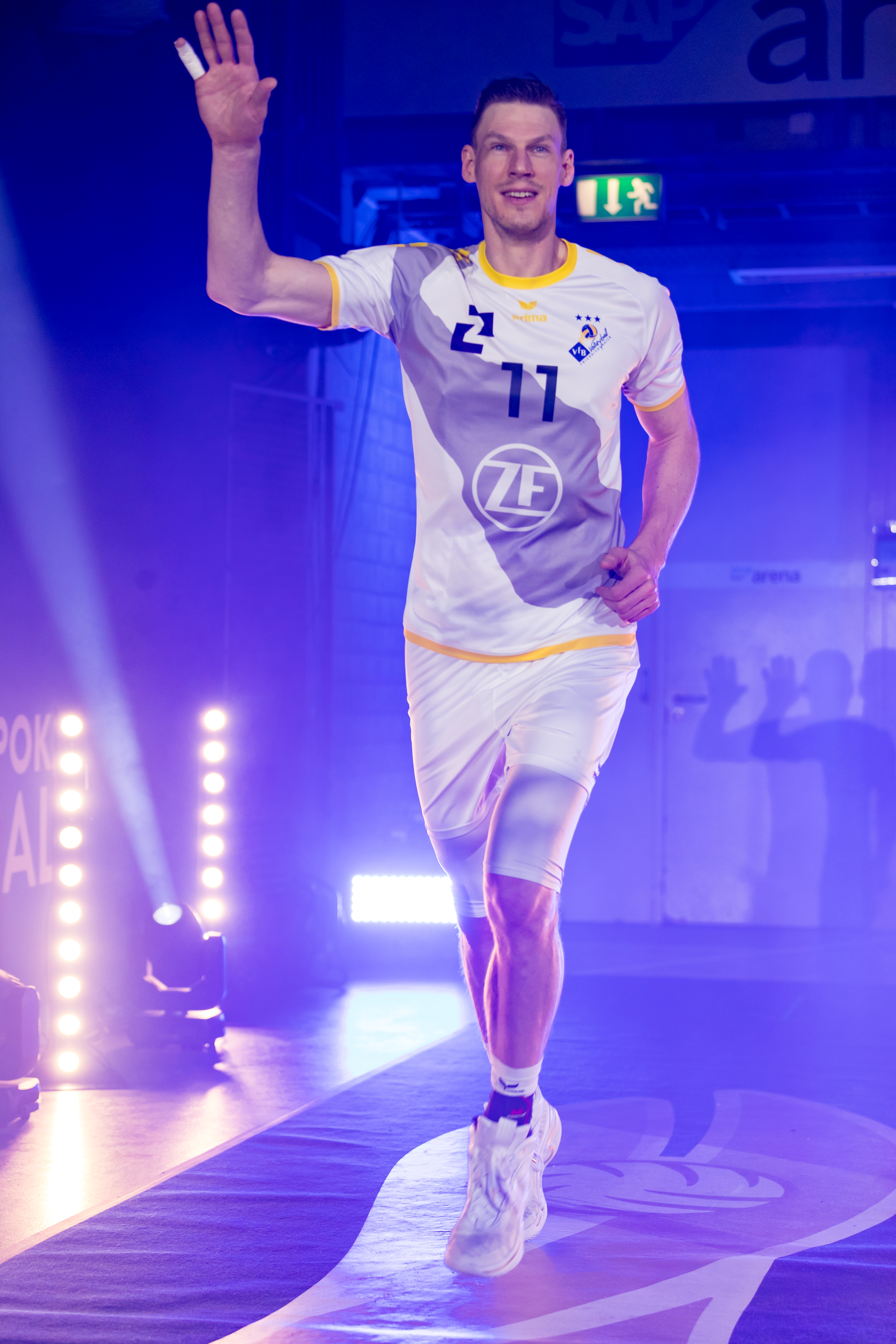
Marcus Böhme zawodnikiem VfB Friedrichshafen

Marcus Böhme (ur. 25 sierpnia 1985 w Berlinie) – niemiecki siatkarz, 221-krotny reprezentant kraju, grający na pozycji środkowego.
Jego młodszy Matthias, również jest siatkarzem.

## Przebieg kariery
| Lata                  | Klub                         |                   |                   |                   |                   |                   |                   |                   |                   |                   |
| Kariera juniorska     | Kariera juniorska            | Kariera juniorska | Kariera juniorska | Kariera juniorska | Kariera juniorska | Kariera juniorska | Kariera juniorska | Kariera juniorska | Kariera juniorska | Kariera juniorska |
| --------------------- | ---------------------------- | ----------------- | ----------------- | ----------------- | ----------------- | ----------------- | ----------------- | ----------------- | ----------------- | ----------------- |
|                       | SV Preußen Berlin            |                   |                   |                   |                   |                   |                   |                   |                   |                   |
|                       | SCC Berlin                   |                   |                   |                   |                   |                   |                   |                   |                   |                   |
| Kariera seniorska     |                              |                   |                   |                   |                   |                   |                   |                   |                   |                   |
| –2005                 | VC Olympia Berlin            |                   |                   |                   |                   |                   |                   |                   |                   |                   |
| 2005–2009             | SCC Berlin                   |                   |                   |                   |                   |                   |                   |                   |                   |                   |
| 2009–2012             | VfB Friedrichshafen          |                   |                   |                   |                   |                   |                   |                   |                   |                   |
| 2012–2013             | Altotevere Città di Castello |                   |                   |                   |                   |                   |                   |                   |                   |                   |
| 2013–2014             | Generali Haching             |                   |                   |                   |                   |                   |                   |                   |                   |                   |
| 2014–2015             | Fenerbahce Stambuł           |                   |                   |                   |                   |                   |                   |                   |                   |                   |
| 2015–2017             | Cuprum Lubin                 |                   |                   |                   |                   |                   |                   |                   |                   |                   |
| 2017–2019             | Olympiakos Pireus            |                   |                   |                   |                   |                   |                   |                   |                   |                   |
| 2019–2020             | Dinamo-LO                    |                   |                   |                   |                   |                   |                   |                   |                   |                   |
| 2020– (od 05.11.2020) | VfB Friedrichshafen          |                   |                   |                   |                   |                   |                   |                   |                   |                   |

## Sukcesy klubowe
Mistrzostwo Niemiec:
- 2010, 2011
- 2008, 2021, 2022[3], 2023[4], 2024[5]
- 2006, 2007, 2009, 2012, 2014

Puchar Niemiec:
- 2012, 2022[6]

Puchar Ligi Greckiej:
- 2018, 2019

Puchar Challenge:
- 2018

Mistrzostwo Grecji:
- 2018, 2019

## Sukcesy reprezentacyjne
Mistrzostwa Europy Juniorów:
- 2004

Liga Europejska:
- 2009

Memoriał Huberta Jerzego Wagnera:
- 2012

Mistrzostwa Świata
- 2014

Igrzyska Europejskie:
- 2015

Mistrzostwa Europy:
- 2017

## Nagrody indywidualne
- 2004 – Najlepszy blokujący Mistrzostw Europy Kadetów
- 2012 – Najlepszy blokujący Memoriału Huberta Jerzego Wagnera
- 2014 – Najlepszy środkowy Mistrzostw Świata[7]
- 2016 – Najlepszy środkowy turnieju kwalifikacyjnego do Igrzysk Olimpijskich 2016
- 2017 – Najlepszy środkowy Mistrzostw Europy